# Гаплотаксиди
Haplotaxida — один з двох рядів кільчастих червів підкласу олігохет, інший Lumbriculida.

## Родини
З чотирьох підрядів Haplotaxida — два монотипічних. Ще один — Tubificina, є значним і містить водяних червів , а четвертий' — дощові черви або Lumbricina, об'єднує більшу частину родин ряду:
Підряд Haplotaxina
- Haplotaxidae

Підряд Moniligastrina
- Moniligastridae

Підряд Lumbricina
- Alluroididae
- Eudrilidae
- Glossoscolecidae
- Lumbricidae
- Hormogastridae
- Ailoscolidae
- Lutodrilidae
- Sparganophilidae
- Criodrilidae
- Ocnerodrilidae
- Acanthodrilidae
- Octochaetidae
- Exxidae
- Megascolecidae
- Microchaetidae

Підряд Tubificina
- Dorydrilidae
- Enchytraeidae
- Naididae
- Opistocystidae
- Phreodrilidae